# Andrei Sergeyevich Semyonov
Andrei Sergeyevich Semyonov (tiếng Nga: Андрей Серге́евич Семёнов; sinh ngày 24 tháng 3 năm 1989) là một cầu thủ bóng đá người Nga. Anh chơi ở vị trí trung vệ cho Akhmat Grozny ở Giải bóng đá ngoại hạng Nga.

## Sự nghiệp câu lạc bộ

### Amkar
Anh ra mắt tại Giải bóng đá ngoại hạng Nga ra mắt cho FC Amkar Perm vào ngày 26 tháng 11 năm 2012 trong trận đấu với FC Anzhi Makhachkala và ghi một bàn thắng (Amkar thua 1-2).

### Terek
Vào ngày 4 tháng 2 năm 2014, Amkar thông báo rằng Semenov chuyển đến kình địch tại Giải bóng đá ngoại hạng Nga Terek Grozny.

## Quốc tế
Anh có màn ra mắt cho Đội tuyển bóng đá quốc gia Nga vào ngày 31 tháng 5 năm 2014 trong trận giao hữu với Na Uy.
Vào ngày 2 tháng 6 năm 2014, anh có tên trong đội hình của Nga tham gia World Cup 2014, giải đấu mà đội tuyển đã bị loại ngay sau vòng bảng với chỉ vỏn vẹn 1 điểm.
Vào ngày 11 tháng 5 năm 2018, anh có tên trong đội hình sơ loại của Nga tham dự World Cup 2018. Ngày 3 tháng 6, anh chính thức có tên trong danh sách chính thức của Nga tham dự World Cup 2018, giải đấu mà chủ nhà Nga đã gây bất ngờ lớn khi lọt vào tứ kết của giải, mặc dù không được đánh giá cao trước khi giải đấu diễn ra.

## Thống kê sự nghiệp

### Câu lạc bộ
Tính đến 16 tháng 5 năm 2021
| Câu lạc bộ             | Mùa giải            | Giải vô địch                | Giải vô địch | Giải vô địch | Cúp  | Cúp | Châu lục | Châu lục | Tổng cộng | Tổng cộng |
| Câu lạc bộ             | Mùa giải            | Hạng đấu                    | Trận         | Bàn          | Trận | Bàn | Trận     | Bàn      | Trận      | Bàn       |
| ---------------------- | ------------------- | --------------------------- | ------------ | ------------ | ---- | --- | -------- | -------- | --------- | --------- |
| FC Sokol Saratov       | 2008                | PFL                         | 7            | 0            | 1    | 0   | –        | –        | 8         | 0         |
| FC Istra               | 2008                | PFL                         | 17           | 0            | 0    | 0   | –        | –        | 17        | 0         |
| FC Nosta Novotroitsk   | 2009                | FNL                         | 9            | 0            | 0    | 0   | –        | –        | 9         | 0         |
| SKA-Energia Khabarovsk | 2009                | FNL                         | 2            | 0            | 0    | 0   | –        | –        | 2         | 0         |
| SKA-Energia Khabarovsk | 2010                | FNL                         | 29           | 0            | 0    | 0   | –        | –        | 29        | 0         |
| SKA-Energia Khabarovsk | 2011–12             | FNL                         | 40           | 2            | 1    | 0   | –        | –        | 41        | 2         |
| SKA-Energia Khabarovsk | Tổng cộng           | Tổng cộng                   | 71           | 2            | 1    | 0   | 0        | 0        | 72        | 2         |
| Amkar Perm             | 2012–13             | Giải bóng đá ngoại hạng Nga | 9            | 1            | 1    | 0   | –        | –        | 10        | 1         |
| Amkar Perm             | 2013–14             | Giải bóng đá ngoại hạng Nga | 13           | 0            | 1    | 0   | –        | –        | 14        | 0         |
| Amkar Perm             | Tổng cộng           | Tổng cộng                   | 22           | 1            | 2    | 0   | 0        | 0        | 24        | 1         |
| Akhmat Grozny          | 2013–14             | Giải bóng đá ngoại hạng Nga | 11           | 1            | 2    | 0   | –        | –        | 13        | 1         |
| Akhmat Grozny          | 2014–15             | Giải bóng đá ngoại hạng Nga | 29           | 1            | 1    | 0   | –        | –        | 30        | 1         |
| Akhmat Grozny          | 2015–16             | Giải bóng đá ngoại hạng Nga | 29           | 0            | 3    | 0   | –        | –        | 32        | 0         |
| Akhmat Grozny          | 2016–17             | Giải bóng đá ngoại hạng Nga | 28           | 0            | 2    | 0   | –        | –        | 30        | 0         |
| Akhmat Grozny          | 2017–18             | Giải bóng đá ngoại hạng Nga | 28           | 0            | 1    | 0   | –        | –        | 29        | 0         |
| Akhmat Grozny          | 2018–19             | Giải bóng đá ngoại hạng Nga | 27           | 1            | 1    | 0   | –        | –        | 28        | 1         |
| Akhmat Grozny          | 2019–20             | Giải bóng đá ngoại hạng Nga | 30           | 1            | 2    | 0   | –        | –        | 32        | 1         |
| Akhmat Grozny          | 2020–21             | Giải bóng đá ngoại hạng Nga | 18           | 2            | 5    | 0   | –        | –        | 23        | 2         |
| Akhmat Grozny          | Tổng cộng           | Tổng cộng                   | 200          | 6            | 17   | 0   | 0        | 0        | 217       | 6         |
| Tổng cộng sự nghiệp    | Tổng cộng sự nghiệp | Tổng cộng sự nghiệp         | 326          | 9            | 21   | 0   | 0        | 0        | 347       | 9         |

### Đội tuyển quốc gia
Tính đến ngày 12 tháng 6 năm 2021
| Đội tuyển quốc gia | Năm       | Trận | Bàn |
| ------------------ | --------- | ---- | --- |
| Nga                | 2014      | 2    | 0   |
| Nga                | 2015      | 1    | 0   |
| Nga                | 2016      | 2    | 0   |
| Nga                | 2017      | 1    | 0   |
| Nga                | 2018      | 2    | 0   |
| Nga                | 2019      | 8    | 0   |
| Nga                | 2020      | 6    | 0   |
| Nga                | 2021      | 5    | 0   |
| Tổng cộng          | Tổng cộng | 27   | 0   |